# Лос-Орнос
Лос-Орнос (исп. Los Hornos) — город в Аргентине в провинции Буэнос-Айрес в муниципалитете Ла-Плата.

## История
В 1880 году в Аргентине было принято решение о том, что за городом Буэнос-Айрес останутся только функции столицы страны, а административным центром провинции Буэнос-Айрес станет новый город Ла-Плата. Для возведения нового города требовалось большое количество строительных материалов, и в 1883 году в этих местах было решено построить кирпичные заводы. Для работы на этих заводах требовалось большое количество рабочих, и сюда прибыло большое количество иммигрантов из Италии — так и возник город Лос-Орнос.